# Colonnello generale
Colonnello generale è un grado militare delle forze armate di vari paesi e, seconda del sistema dei gradi militari, può essere uno dei gradi militari più alti o il più alto.

## Russia e Unione Sovietica
Il grado venne introdotto nell'Armata Rossa nel 1940 e dopo la dissoluzione dell'Unione Sovietica è stato ereditato dalle Forze armate della Federazione Russa.
Nell'Esercito russo il grado di colonnello generale (in russo: Генерал-полковник; trasliterato: General polkovnik) è omologo al generale di corpo d'armata dell'Esercito Italiano; è stato adottato anche nelle forze armate di alcuni paesi del Patto di Varsavia.
Il grado è presente anche in alcuni paesi comunisti, come il Vietnam ed era presente nell'Esercito Popolare Mongolo, sostituito dal grado di Tenente generale.
Il grado è presente oltre che nella Federazione russa in molti degli stati nati dalla dissoluzione dell'Unione Sovietica.
Nell'Azerbaigian e in Armenia colonnello generale è il secondo grado militare più alto inferiore a generale dell'esercito, che però, in entrambi i paesi, a partire dal 2019 non è stato più assegnato.
Nella Repubblica di Bielorussia è il grado militare più alto.
Nelle forze armate della Georgia, il grado militare di colonnello generale esisteva fino al 2002, ma non era assegnato a nessuno, così come il grado più alto di generale dell'esercito. Attualmente il grado militare di tenente generale è il secondo più alto dopoinferiore solo a generale dell'esercito. Il grado è presente nelle forze armate dell'Abcasia (lingua abcasa: Аҧсны/Aphsny, georgiano: აფხაზეთი/Apkhazeti, russo: Абха́зия/Abchazija) un territorio caucasico rivendicato dalla Georgia come sua repubblica autonoma, ma de facto proclamatosi indipendente con il nome di Repubblica di Abcasia, grazie all'appoggio della Federazione Russa, con limitato riconoscimento internazionale, che sopravvive grazie al sostegno economico-militare russo ed è ritenuta da diverse fonti un suo Stato fantoccio.
Discorso analogo all'Abcasia riguarda la Transnistria, ufficialmente Repubblica Moldava di Pridniestrov  o Pridnestrovie (in rumeno: Republica Moldovenească Nistreană; in russo Приднестровская Молдавская Республика?, Pridnestrovskaja Moldavskaja Respublika; in ucraino Придністровська Молдавська Республіка?, Prydnistrovs'ka Moldavs'ka Respublika), stato indipendente de facto non riconosciuto dai Paesi membri dell'ONU, essendo considerato de iure parte della Repubblica di Moldavia: è governato da un'amministrazione autonoma con sede nella città di Tiraspol. La regione, precedentemente parte della Repubblica Socialista Sovietica Moldava (una delle ex-repubbliche dell'Unione Sovietica), dichiarò unilateralmente la propria indipendenza come Repubblica Moldava di Pridnestrov'e il 2 settembre 1990; le sue forze armate adottano il sistema dei gradi delle Forze armate della Federazione Russa e il 18 marzo 2014 la Transnistria ha chiesto l'adesione alla Federazione Russa in seguito all'annessione della Crimea alla Russia. La Moldavia, viceversa adotta il sistema dei gradi in vigore in Romania.
Nella Forze armate dell'Ucraina avendo l'Ucraina adottato unilateralmente il sistema STANAG 2116 il grado di colonnello generale è stato sostituito dal grado equivalente di generale, e contestualmente abolito il grado di generale dell'esercito.
Negli eserciti di Kazakistan, Kirghizistan, Tagikistan e Uzbekistan è il secondo grado più alto della gerarchia militare, inferiore solo a generale dell'esercito, mentre nel Turkmenistan è il terzo grado più alto della gerarchia militare, inferiore a generale dell'esercito e a maresciallo del Turkmenistan.
Le Repubbliche baltiche infine, sin dalla loro dichiarazione di indipendenza, hanno adottato il sistema dei gradi della NATO.

## Prussia, Germania fino al 1945 e Repubblica Democratica Tedesca
Il grado di Generaloberst venne introdotto nell'esercito prussiano nel 1854 come grado più alto raggiungibile in tempo di pace. Il sistema era il seguente: maggior generale – tenente generale – generale –  colonnello generale – feldmaresciallo.
Il grado rimase dopo la prima guerra mondiale nel Reichsheer  e poi dal 1935 sia nella Wehrmacht (per l'esercito e per l'aeronautica) sia nella Polizia.
Nella Repubblica Democratica Tedesca, che ha adottato il modello dei gradi dei paesi del patto di Varsavia, Generaloberst era un grado dell'Esercito, dell'Aeronautica e della Nationale Volksarmee, così come delle truppe di frontiera.

## Austria-Ungheria
Nell'imperial-regio esercito il grado fu introdotto solo nel 1915 su modello tedesco. Con la fine della guerra (novembre 1918) l'uso cessò, e non fu ripreso da nessuno dei Paesi sorti dalla dissoluzione dell'impero.

## Eserciti del patto di Varsavia
Sul modello dei gradi dell'Armata rossa, nella maggior parte dei paesi del patto di Varsavia si trovava il seguente sistema: maggior generale – tenente generale –  colonnello generale – generale d'armata – maresciallo. Questo sistema dei gradi è stato seguito anche da alcuni paesi comunisti, vicini all'Unione Sovietica, anche se non appartenenti al Patto di Varsavia ed è ancora oggi in vigore nel sistema dei gradi delle forze armate della Federazione russa e nell'esercito popolare vietnamita, paese comunista asiatico che non faceva parte del patto di Varsavia.
In Cecoslovacchia il grado di colonnello generale (in ceco e slovacco: Generálplukovník) è stato introdotto nel 1953, sostituendo il grado di generale di corpo d'armata (ceco: Sborový generál; slovacco: Zborový generál), che era stato introdotto nel 1948 come grado intermedio tra i gradi esistenti di generale di divisione (ceco: Divisní generál; slovacco: Divízny generál) e generale d'armata (ceco: Armádní generál; slovacco: Armádny generál); il grado di colonnello generale è stato poi sostituito, dopo la fine dell'epoca comunista, dal grado di Tenente generale (in ceco e slovacco: Generálporučík) nelle forze armate di Repubblica Ceca e Slovacchia, le due unità statali nate in seguito allo scioglimento della Cecoslovacchia.

## Jugoslavia
Nell'Armata popolare jugoslava veniva seguito il modello sovietico, benché la Jugoslavia non facesse parte del patto di Varsavia. Il colonnello generale (serbo-croato: генерал-пуковник; traslitterato: general-pukovnik) era il secondo più alto nella gerarchia, superiore al tenente colonnello generale (serbo-croato: генерал-потпуковник; traslitterato: general potpukovnik) e subordinato al generale d'armata (serbo-croato: генерал армије; traslitterato: general-armije); i gradi dei generali jugoslavi erano quindi: maggior generale – tenente colonnello generale,  colonnello generale, generale d'armata. Sopra questi gradi vi era quello di generale (serbo-croato: генерал; traslitterato: general) riservato esclusivamente al vice comandante supremo delle forze armate della Repubblica Socialista Federale di Jugoslavia (serbo-croato: заменик врховног команданта оружаних снага  СФРЈ; traslitterato: zamenik vrhovnog komandanta oružanih snaga SFRJ) e il grado di maresciallo di Jugoslavia (serbo-croato: маршал Југославије, traslitterato: maršal Jugoslavije; sloveno: maršal Jugoslavije; macedone: маршал на Југославија, traslitterato: maršal na Jugoslavija) da considerarsi più un titolo onorifico che un grado vero e proprio grado, essendo stata una prerogativa del solo Tito primo e unico ad essere stato insignito di tale titolo quale comandante supremo delle forze armate della Repubblica Socialista Federale di Jugoslavia (serbo-croato: врховни командант оружаних снага СФРЈ; traslitterato: vrhovni komandant oružanih snaga SFRJ), e accanto al titolo di "maresciallo" e "comandante supremo" manteneva anche la funzione permanente di presidente della Repubblica Socialista Federale di Iugoslavia e di capo della Lega dei Comunisti di Jugoslavia.

## Paesi post-jugoslavi
Nei paesi post-jugoslavi il grado di colonnello generale è caduto quasi ovunque in disuso. Continua ad essere usato solo nelle forze armate della Bosnia-Erzegovina, dove costituisce il grado più alto della gerarchia.
Il grado era in uso anche nel disciolto esercito della Repubblica Serba di Bosnia, dove era il grado più alto.